# Infiltration (médecine)
Pour les articles homonymes, voir infiltration.
En médecine, une infiltration est l'injection d'une substance liquide dans une région précise du corps humain, hors vaisseaux sanguins. Elles sont notamment utilisées en rhumatologie et en radiologie interventionnelle par l'injection de corticoïdes (ou de liquide synovial de substitution) dans une articulation, une bourse, une gaine tendineuse ou au contact d'un nerf. Une infiltration peut être couplée à un test anesthésique, par injection d'un produit anesthésique dans l'un de ces compartiments ou à proximité d'une structure nerveuse (nerf ou ganglion), qui, par diffusion, va provoquer le blocage de l'influx nerveux sensitif. Une infiltration sous guidage échographique , radiographique ou scanner, permet à l’opérateur d'effectuer l'injection avec une plus grande précision et offre donc de meilleurs résultats.
On parle également d'infiltration lorsqu'un tissu est envahi par une substance qui ne doit pas  y être normalement (œdème, pus, air ou cellules néoplasiques). Le substantif en rapport est « infiltrat ».